# Agassac
Agassac è un comune francese di 119 abitanti situato nel dipartimento dell'Alta Garonna nella regione dell'Occitania.

## Storia
Ritrovamenti lapidei testimoniano come il sito di Agassac fosse occupato sin dall'epoca gallo-romana; tali ritrovamenti sono costituiti da alcune teste scolpite e dalla cosiddetta pierre blanche, un bassorilievo in marmo raffigurante la dea celtica Epona.
Tracce di un cimitero altomedioevale testimoniano come il sito fosse occupato anche in tale epoca, ma è solo a cavallo dei secoli XII e XIII che si costituisce la signoria feudale di Agassac, secondo quanto riportato da un documento del 1201; a tale periodo risale l'edificazione della motta tuttora esistente.

## Società

### Evoluzione demografica
Abitanti censiti